# Antonio Filocamo
Antonio Filocamo (Messina, 1669 – Messina, 1743) è stato un pittore italiano.

## Biografia
Operò a Messina in una bottega insieme ai fratelli Paolo e Gaetano dove avviò una accademia d'arte. La sua pittura fu caratterizzata spesso dalla drammaticità delle figure rappresentate e da una certa influenza data dalla attività di affrescatore. Pietro Paolo Vasta, noto artista nella ricostruzione dei primi decenni del Settecento del Val di Noto, fu il più noto apprendista della bottega dei Filocamo.
Gran parte della produzione pittorica dei Filocamo che fu realizzata per la decorazione di monumenti a Messina è andata perduta a causa delle distruzioni dei terremoti del 1783 e del 1908. Alcune delle loro opere sono oggi visibili ad Acireale, sia nella cattedrale (Assunzione della Vergine nell'abside e affreschi nella cappella di Santa Venera) che nella Pinacoteca Zelantea ed a Palermo nella chiesa di Santa Caterina e nella cattedrale.
Contagiato dalla peste, morì tragicamente insieme ai fratelli durante l'epidemia del 1743.

## Opere

### Catania e provincia

#### Acireale
- 1712, Il sacrificio d'Isacco, dipinto, opera custodita nella Pinacoteca Zelantea.
- Cattedrale di Maria Santissima Annunziata:
  - 1711, Annunciazione, olio su tela, opera custodita sull'altare maggiore.
  - 1711 - 1712, Ciclo, affreschi raffiguranti: il Riposo durante la fuga in Egitto, lo Sposalizio della Vergine, la Presentazione di Gesù al tempio, la Natività, l'Adorazione dei Magi, la Visita di Maria a Santa Elisabetta, la Presentazione di Maria al tempio e Gesù tra i dottori del tempio. Nel catino absidale è rappresentata l'Assunzione di Maria al cielo, nella volta l'Incoronazione di Maria tra Angeli e Santi fra schiere d'angeli e la Santissima Trinità.[1]
  - 1711 - 1712, Ciclo, affreschi raffiguranti la Predicazione di Santa Venera e il Martirio di Santa Venera, opere realizzate nella volta della Reale cappella di Santa Venera.[2]

### Messina e provincia

#### Messina
- 1703, Gloria della Vergine del Rosario o Battaglia contro gli Eresiarchi, affresco, opera documentata nell'Oratorio dell'Avemaria del convento di San Domenico.[3]
- 1706, Episodi della vita di Cristo, affreschi, opere eseguite nella chiesa di Sant'Elia.[4]
- 1706c., Ultima Cena, San Francesco di Paola, Pie Donne, Sant'Elia, Sant'Agostino, Miracolo di Mosè alla pietra di Oreb, olio su tela, opere documentate nella tribuna della chiesa di Sant'Elia e custodite nel Museo regionale.[4]
- 1712, Bambino Gesù, dipinto, opera documentata nella chiesa di San Gioacchino.
- 1712c., Ciclo, affreschi sul tema della Gloria dei Angeli, opere documentate nella chiesa di San Gioacchino.[4]
- 1716, Ciclo, affreschi, opere documentate nell'Oratorio della Pace del convento di San Domenico.[3]
- 1723, Ciclo, Caduta dei Demoni e Virtù, affreschi, opere documentate nella chiesa di San Gregorio.[5]
- 1723, Santa Silvia, dipinto eseguito in collaborazione con il fratello Paolo, opera documentata nella chiesa di San Gregorio.[4][5][6][7]
- 1736, Trasfigurazione e Ciclo, affreschi, opere documentate nella chiesa di Gesù e Maria in San Leo.[3]
- XVIII secolo, Deposizione e Ciclo, affreschi, opere documentate nella primitiva chiesa di Santa Caterina di Valverde.[4][8]
- XVIII secolo, Santa Chiara, dipinto, opera documentata nella chiesa di Santa Maria di Basicò.[4][9][10]
- XVIII secolo, Sant'Eleuterio, dipinto, opera documentata nella chiesa di San Pietro dei Preti.[4][11]
- XVIII secolo, Agnello dell'Apocalisse e Ciclo, dipinto, opere documentate nella chiesa di Sant'Anna delle Monache.[3][12]
- XVIII secolo, Arazzi, opere documentate nella chiesa di Sant'Anna delle Monache.[4]
- XVIII secolo, Dipinto", olio su tela, opera documentata sull'altare maggiore della chiesa di Sant'Anna delle Monache.[4]
- XVIII secolo, Casa Piccolo, affreschi, opere documentate in casa del marchese Piccolo.[4]
- XVIII secolo, Ciclo, affreschi, opere documentate nella chiesa di Sant'Elia.[4]
- XVIII secolo, Vergine con San Bernardo, olio su tela, opera documentata nella chiesa dello Spirito Santo.[4]
- XVIII secolo, Transito di San Giuseppe, olio su tela, opera documentata nella chiesa degli Artisti dell'Ordine domenicano.[4]
- XVIII secolo, San Francesco di Paola, olio su tela, opera documentata nella chiesa di San Cosimo dei Medici.[4]
- XVIII secolo, Pie Donne, olio su tela, opera documentata nella chiesa della Madonna della Mercède o chiesa del Conservatorio delle Biancuzze alla Caperrina.[4]

#### Monforte San Giorgio

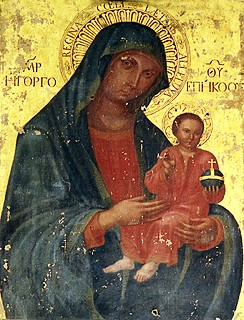
Madonna della Lettera, Cattedrale di Palermo.

- 1705, Sposalizio mistico di Santa Rosa, dipinto, opera custodita nel duomo di San Giorgio.

#### Santa Lucia del Mela
- 1718, Madonna col Bambino e Santi, olio su tela, opera custodita nella chiesa del Sacro Cuore.
- 1718, Madonna del Carmelo, olio su tela, opera custodita nella chiesa del Sacro Cuore.

### Palermo e provincia
- 1725, Anima in gloria sale in Paradiso e l'Esaltazione del Santissimo Sacramento, affreschi, opere eseguite in collaborazione con il fratello Paolo nella chiesa di Santa Caterina d'Alessandria di Palermo.
- 1741, Vergine col Bambino, dipinto, opera custodita nella Cappella della Madonna della Lettera della cattedrale metropolitana della Santa Vergine Maria Assunta di Palermo.

### Siracusa e provincia
- 1740, Martirio di San Bartolomeo, dipinto, opera custodita nel basilica santuario di San Sebastiano di Melilli, Siracusa.

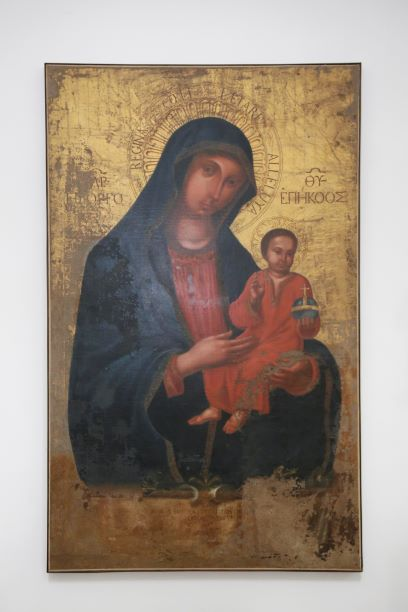
Madonna della Lettera - Chiesa di san Filippo apostolo in Siracusa.

- Madonna della Lettera - Chiesa di san Filippo apostolo in Siracusa. 1741, Madonna della Lettera di Messina, dipinto, opera custodita nella chiesa di San Filippo Apostolo di Siracusa.

## Incisioni
- 1716, Sette Rami, incisioni, opere presenti nel Poema del Santo Natale di Antonio Russo.[1]
- 1716, Samaritana con architetture.[1]
- 1716, Vergine e San Giuseppe, di Paolo Filocamo.[1]
- 1718, Vedute, incisioni, opera firmata Paolo su attacchi e battaglie dal titolo Vera e distinta relazione de' progressi delle armi spagnuole.[1]
- 1701, Frontespizio, incisioni autografe, opere presenti nelle acclamazioni per Messina di Filippo V.[1]